# 4 км (зупинний пункт, Полтавська дирекція Південної залізниці)
4 кіломе́тр — пасажирський залізничний зупинний пункт Полтавської дирекції Південної залізниці.
Розташований у селі Дмитрівка, Горішньоплавнівська міська рада, Полтавської області на лінії Потоки — Редути між станціями Потоки (4 км) та Редути (10 км).
На даній ділянці приміське сполучення до ст. Золотнишине, Потоки, Кременчук та Полтава Південна відновлюється з 22.09.2018 р.